# Roger Misès
Roger Misès, né le 13 avril 1924 à Paris et mort le 23 juillet 2012 dans la même ville, est psychanalyste et professeur de pédopsychiatrie, résistant pendant la Seconde Guerre mondiale.

## Biographie
Il commence sa carrière dans les services du Professeur Georges Heuyer avec notamment Serge Lebovici, René Diatkine, Michel Soulé, etc..
Psychanalyste membre de la Société psychanalytique de Paris, il est promoteur d'une psychopathologie de la diversité, contre l'approche étiologique « chosifiante ».
Dès 1957, il est nommé médecin, Chef de service à la Fondation Vallée, puis en assume la direction.
Il développe une « nouvelle clinique psychiatrique » basée sur le travail d’équipe pluridisciplinaire avec éducateurs, psychologues, pédagogues, aux côtés de psychiatres et d’infirmiers psychiatriques en s’appuyant sur tous les apports théoriques de la psychanalyse mais aussi d'autres courants. Il a ainsi rédigé la circulaire du 14 mars 1972, puis une autre en 1992, qui - pour la première - créait la psychiatrie de secteur infanto-juvénile sur demande du Ministère. 321 équipes de soignants en ont découlé, couvrant la totalité du territoire français.
Il est connu pour avoir rédigé la classification française des troubles mentaux de l'enfant et de l'adolescent,.
Il s'est insurgé contre les directives 2012 de la HAS  sur l'autisme.

## Œuvre écrit
- La Cure en institution, Éditeur : EME Éditions Sociales Françaises (ESF), Collection : La vie de l'enfant, 1993,  (ISBN 2710102811)
- Les pathologies limites de l'enfance, PUF, Coll. Le fil rouge, 1979, 176 p.  (ISBN 978-2-13-043280-7)

## Distinctions
- Croix du combattant volontaire de la Résistance[8].
- Officier de la Légion d’honneur[8].

## Célébration
- Un centre de psychiatrie infantile à Angers porte son nom[9]. Ainsi qu'un hôpital de jour pour enfants à Chaumont (Haute-Marne).
- Une unité (hôpital de jour) porte son nom au sein de la Fondation Vallée.
- Une unité de soins de psychiatrie infanto-juvénile (hôpital de jour) porte son nom au sein du centre hospitalier Théophile Roussel à Montesson (Yvelines).

### Sources
1. ↑  « https://www.psycho-clinique.org/articles/psyc/pdf/2013/01/psyc201335p102.pdf »
2. ↑  « Roger Mises » Société Psychanalytique de Paris », sur www.spp.asso.fr (consulté le 13 juin 2017)
3. ↑  Entretien avec Mises
4. ↑  « Historique », Fondation Vallée,‎ 22 février 2013 (lire en ligne, consulté le 13 juin 2017)
5. ↑  Roger Misès: Classification Française des Troubles Mentaux de l'Enfant et de l Adolescent, Éditeur : Ehesp
 (ISBN 2810900825)
6. ↑  Jean Garrabé, Bernard Golse, Roger Misès Pour en finir avec le carcan du DSM, Éditeur : Erès, Collection : ERASME, 2011,  (ISBN 2749215846)
7. ↑  « https://psychiatrie-francaise.com/wp-content/uploads/2016/01/LLPF-N%C2%B0-205-F%C3%A9vrier-2012.pdf »
8. 1 2  Nicole Garret-Gloanec, « Roger Misès nous a quittés le 23 juillet 2012, il était né le 13 avril 1924 à Paris », L'information psychiatrique, vol. me 88, no 9,‎ 30 janvier 2013, p. 771–772 (ISSN 0020-0204, lire en ligne, consulté le 13 juin 2017)
9. ↑  « Un nouveau centre de psychiatrie infantile », Ouest-France.fr,‎ 2014 (lire en ligne, consulté le 14 juin 2017)